# 郑玉焯
郑玉焯（1955年11月—），辽宁省大连市金州区人，中华人民共和国政治人物，1975年参加工作，1986年加入中国共产党，大学学历，拥有学士学位。历任辽宁省交通厅公路管理局副局长、局长、辽宁省交通厅副厅长、党组成员、党组副书记、党组书记、副厅长、厅长；2010年9月任辽宁省财政厅厅长、党组书记，2013年1月30日当选为辽宁省人大常委会副主任。
2016年8月26日，中纪委通报郑玉焯涉嫌受贿和破坏选举被双开，移送司法机关。他是继陈铁新、王珉、王阳、苏宏章之后，辽宁省被查的第五名省部级官员，也是辽宁省被查的第三名涉嫌在选举中搞拉票贿选的官员。9月8日，最高人民检察院宣布对其进行立案侦查。山东省淄博市人民检察院起诉指控：2012年10月至2013年1月，被告人郑玉焯为当选辽宁省第十二届人大常委会副主任，采取以多部苹果4S手机贿赂省人大代表及有关领导的手段进行拉票，并利用担任辽宁省财政厅党组书记、厅长的职权，授意多名下属帮助其拉票，其中部分下属采取送美元、手机、苹果平板电脑等财物的贿赂手段拉票，共涉及辽宁省人大常委会及省内11个市的76名省人大代表。2011年至2012年，郑玉焯利用担任辽宁省财政厅党组书记、厅长的职务便利，为辽宁省铁岭市财政局在财政补贴、资金拨付等方面提供帮助。2012年12月，郑玉焯通过身边工作人员向铁岭市财政局局长孙耀民索要苹果4S手机30部，价值人民币15.6万元。2017年5月8日，山东省淄博市中级人民法院一审宣判，对郑玉焯以破坏选举罪判处有期徒刑二年；以受贿罪判处有期徒刑三年，并处罚金人民币20万元；两罪并罚，决定执行有期徒刑三年六个月；相关非法所得上缴国库。